# 뉴멕시코주
뉴멕시코주(영어: State of New Mexico, 스페인어: Estado de Nuevo México, 나바호어: Yootó Hahoodzo)는 미국 남서부의 주이다. 주를 상징하는 주기(州旗)는 스페인을 상징하는 노란색 바탕에 태양을 상징하는 지아(Zia) 인디언의 원형 무늬를 쓰고 있다. 주도는 1607년에 스페인인들이 건설한 도시인 샌타페이이다. 샌타페이는 미국에서 가장 역사가 긴 주도이며 두 번째로 역사가 긴 도시로 알려져 있다. 현재 뉴멕시코 주지사는 미쉘 루한 그리셤이다.
오랫동안 아메리카 원주민의 땅이었으며, 에스파냐의 총독령인 누에바에스파냐, 멕시코의 주 (이 당시에는 콜로라도주, 캔자스주, 오클라호마주, 텍사스주의 일부도 포함하는 큰 주로, 이름도 산타페데 누에보메히코 주였다.)를 거쳐 1848년에 끝난 멕시코-미국 전쟁의 결과로 미국의 영토가 되었다. 1912년 1월 미국의 47번째 주로 편입되었다(같은해 2월에 애리조나 주가 48번째로 편입). 2차대전 중 원자탄 개발을 목적으로 한 맨해튼 계획에 의해서 로스앨러모스 연구소가 비밀리에 세워졌고 최초의 원자폭탄 시험을 1945년 7월 16일 뉴멕시코 남쪽 화이트샌즈(White sands) 사막에서 하였으며 일본에 떨어뜨린 두 개의 원자폭탄이 만들어진 곳이 뉴멕시코주 로스앨러모스라고 알려지면서 뉴멕시코 주는 전세계의 주목을 받았다. 
오랫동안 스페인의 땅이였던 역사적 배경때문에 미국에서 히스패닉계 주민 비율이 가장 높은 주(46.3%:2010년 통계)이다. 아메리카 원주민, 인디언 역시 9.4%로서 높은 비율이다. 따라서 앵글로와 히스패닉, 원주민 인디언의 문화가 섞여 있다. 가장 큰 도시는 앨버커키로 주변 위성도시를 포함한 인구는 923,630명(2020년 통계) 이 된다. 뉴멕시코주 전체 인구 2,117,522명의 약 절반이 되는 인구가 앨버커키 지역에 살고 있는 셈이다.
이름인 뉴멕시코에서 알 수 있듯, 원래는 미국 영토가 아닌 멕시코 영토였다. 미국의 영토가 된 것은 멕시코-미국 전쟁에서 이름만 전쟁일 뿐, 사실상 미국군이 멕시코군을 일방적으로 학살하다시피 한 일로 인하여 멕시코가 미국에게 항복했으며, 이후 과달루페 이달고 조약에 의해 미국으로 할양되었다.

## 지리
북쪽은 콜로라도주가, 동쪽은 오클라호마주와 텍사스주가, 서쪽은 애리조나주가, 남쪽은 텍사스주 및 멕시코 국경에 접해 있다. 뉴멕시코주 동쪽 경계는 오클라호마 주에서 서경 103도, 텍사스 주에서 서경 103도의 5 km(3마일) 서쪽에 위치해 있다. 면적은 315,194 km2( 121,598 sq. miles) 한반도 면적의 1.4배가 된다.
뉴멕시코 땅이 별명으로 “매혹의 땅(Land of enchantment)”으로 불리는 까닭은 먼저 다양한 지형으로 되어 있기 때문이다. 황량한 사막과 숲이 울창한 높은 산들이 대조적이며 단층으로 인해 다양한 색깔의 들어난 지층과 메사(Mesa)들은 이곳을 찾는 여행객을 매혹 시키고 있다.
뉴멕시코 북쪽은 로키산맥(Rocky Mt.)의 끝 부분이 되는 곳이어서 산악지대가 된다. 가장 높은 산은 타오스 북쪽에 있는 상그레 �데 크리스토(Sangre de Cristo) 산에 속하는 휠러피크(Wheeler Peak)로서 4,011 m(13,161 ft) 높이가 되며 알버커키 동편에 있는 샌디아 산(Sandia Mountains)은 3,255 m(10,678 feet) 높이가 된다. 2750 m의 백두산 보다 500 m정도 더 높다. 앨버커키 도시는 해발 1,619m(5,312 ft) 정도 되는 고원 지대에 있다. 로스앨러모스 연구소가 있는 지역의 헤이메즈(Jemez)산은 화산으로 인해 생긴 산인데 그 분화구 함몰로 형성된 칼데라(Caldera)는 직경이 19 km(12마일)에 달하며 세계에서 제일 큰 칼데라가 된다.
뉴멕시코 남쪽은 평지가 많고 건조한 사막이 많다. 흰모래언덕의 장관을 이룬 화이트샌즈 국립 공원(White Sands National Park)와 축구 경기장만한 공간이 있는 지하동굴에 오묘한 종유석의 예술품을 볼 수 있는 칼즈배드 동굴(Carlsbad Cavern)국립공원이 이지역에 있다.
콜로라도주 로키산맥에서 시작해 내려오는 리오그란데강은 뉴멕시코 주의 중앙의 사막지대를 흘러 택사스와 멕시코의 경계로 내려간다. 이 강은 북미에서 4번째 가는 긴 강이다.
뉴멕시코에는 19개의 인디언 푸에블로(Pueblo는 스페인어로 부락이란 뜻)가 있는데 많은 푸에블로가 리오그란데강 주변에 자리 잡고 있다. 리오그란데 강의 상류쪽에 있는 타오스푸에블로는 관광객에게 잘 알려진 푸에블로이다. 리오그란데 강물을 관리하기 위해 만든 저수지가 여러개가되는데 그중에 하나인 코치티 호수(Cochiti Lake)가 알버커키 북쪽에 30마일 떨어진 곳에 있다. 댐의 길이가 5마일이나 되어 세계에서 11번째 되는 긴 댐이된다.

뉴멕시코주 경계 고속도로 간판. 멕시코 음식에서 필수인 고추(Chili)가 그려져 있다. 뉴멕시코를 상징하는 질문은 "RED OR GREEN?"인데 이는 멕시코 음식 식당 종업원에게서 자주 듣는 빨간고추와 녹색고추 소스중에 하나를 택해달라는 질문이기 때문이다.

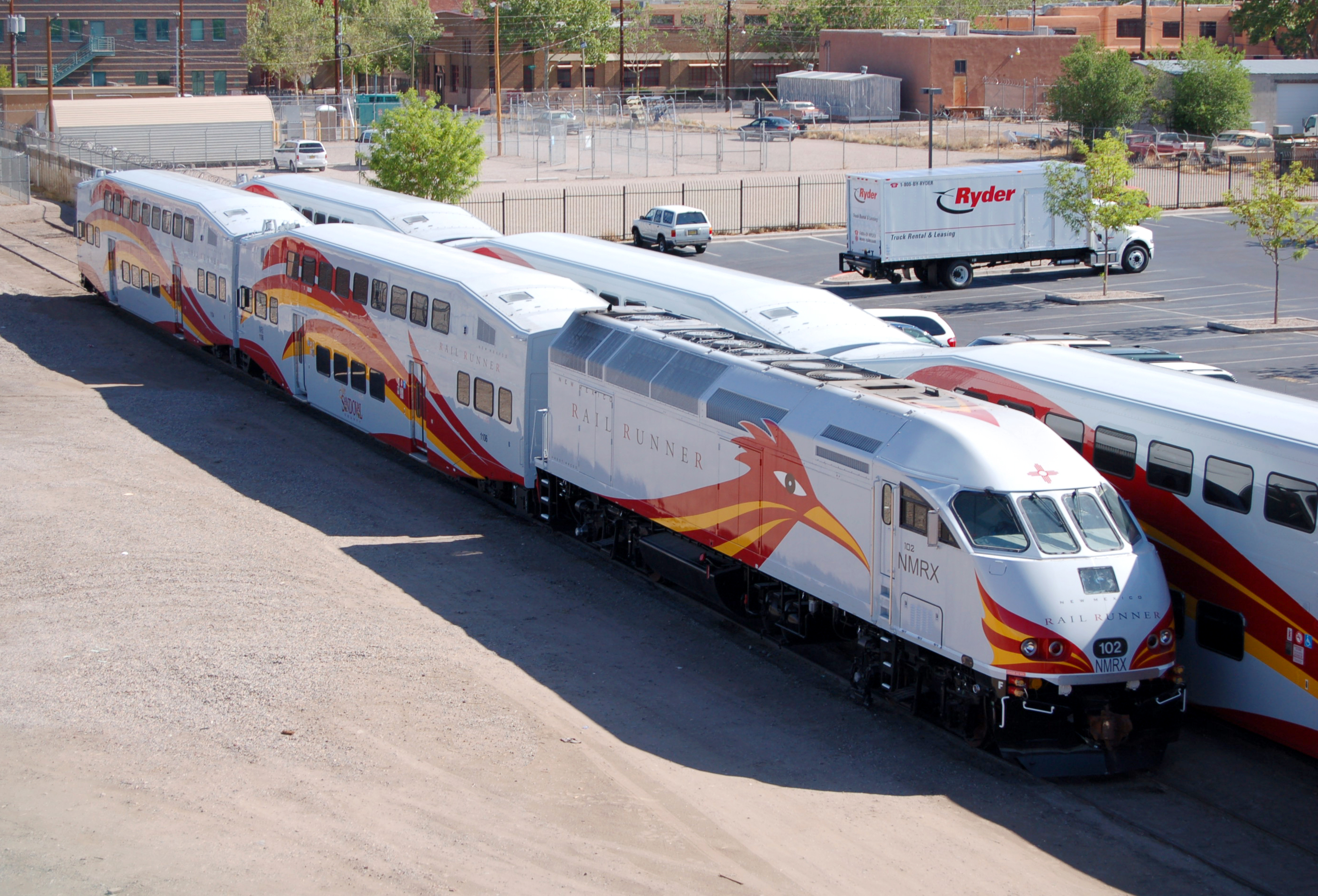
산타페와 앨버커키와 벨렌 사이를 운행하는 뉴멕시코 레일러너(Rail Runner)열차

## 역사

1819년 당시 뉴스페인의 영토: 뉴멕시코의 수도는 산타페였다. 뉴멕시코 동편 택사스는 뉴필립핀이라고 불렀다.

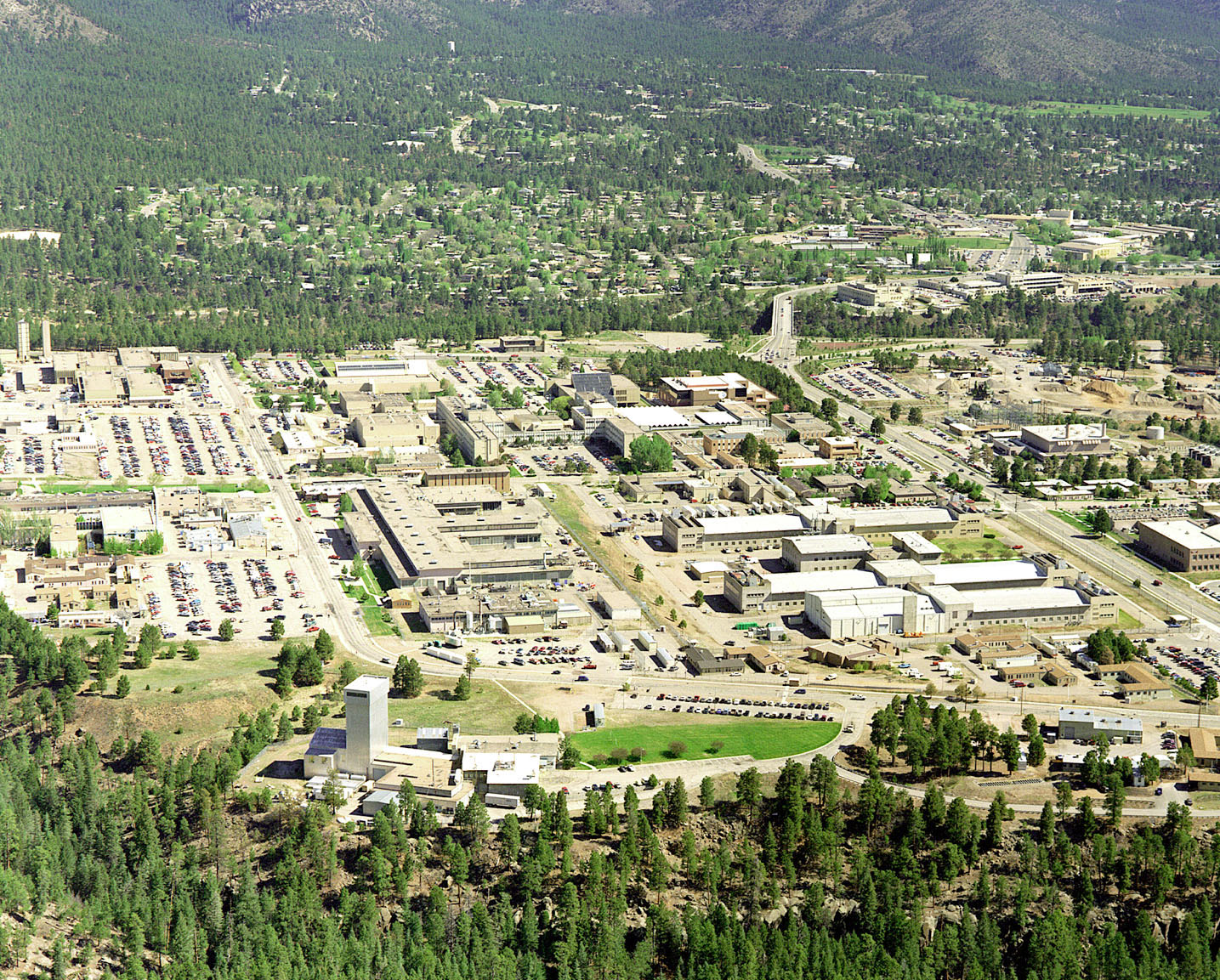
로스 알라모스 연구소와 주변의 경치

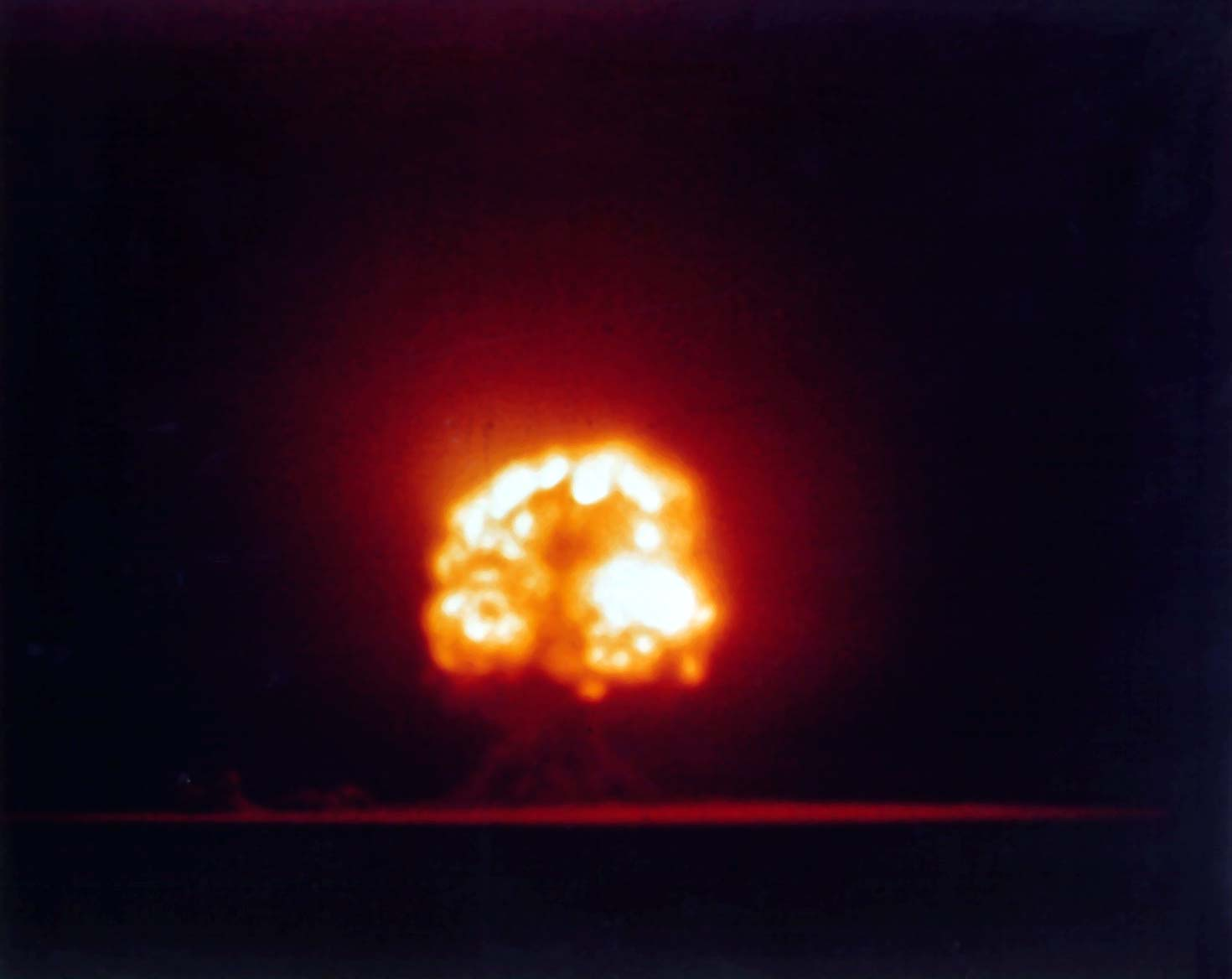
1945년7월16일 뉴멕시코주 사막에서의 최초의 핵폭탄 시험에서 찍은 화염.

옛날의 뉴멕시코는 아나사지(Anasazi) 인디언 들만이 살던 땅이였다. 서기 800년에서 1300년 사이에는 아나사지 인디안이 뉴멕시코 서북부에 있는 챠코케년지역을 중심으로 도시를 형성해서 챠코문명(Chaco Culture)을 이루며 살았다. 그러나 1276년부터 1299년사이에 있었던 심한 가뭄으로 그들은 챠코 케년의 도시를 버리고 리오그란데 강가로 내려와서 소 집단을 이루는 푸에블로(Pueblo)를 형성해서 농사를 위주로 하면서 흩어져 살게 되었다. 서기 1500년경에는 캐나다 지역에서 살던 나바호(Navajo)와 아파치(Apache) 인디언이 뉴멕시코로 이주해 내려왔다. 나바호인디언은 리오그란데강의 서쪽지역에 정착했고 아파치 인디안은 뉴멕시코의 남부, 동부에 흩어져 살았다.
- 스페인의 정복

컬럼버스가 신대륙을 발견한후 스페인은 지금의 멕시코 시티(Mexico City)지역을 정복하여 식민지인 나라를 만들어 이름을 누에바 에스파냐(Nueva España), 영어로 번역하면 뉴스페인(New Spain)이라 하고 총독을 보내어 다스리게 했다. 뉴멕시코 쥬니 푸에블로 지역에 시볼라(Ciola)라고 하는 금으로 장식된 도시가 있다는 거짓 소문을 듣고 1540년 코로나도(Coronado)원정대를 보내어 뉴멕시코의 쥬니 인디언이 사는 곳을 답사 하게 했다. 그들은 헛 소문을 확인한뒤에도 서쪽으로 탐험을 계속해서 그랜드 케년과 콜로라도 강을 발견하기도 했다. 동쪽으로 탐험을 계속해서 리오그란데강 지역에 사는 푸에블로를 발견했고 (지금의 앨버커키 지역) 캔자스 지역까지 탐색을 했으나 헛소문만 확인하고 돌아갔다. 본격적인 뉴멕시코 개척 원정은 1598년 스페인 왕 필립2세의 명에 의해서 오냐테(Oñate)장군의 원정팀으로 시작되었다. 리오그란데 강 상류 지역에 스페인 이주민을 정착시키고 인디언 들에게 기독교를 선교하는 활동도 하게 했다. 그러나 새로운 종교를 거부하는 인디언의 세력도 컸다. 아코마(Acoma)인디언 들과의 갈등으로 10여명의 스페인 사람들이 죽게되자 보복으로 25세 이상의 남자들은 전부 그들의 발목 하나를 잘라 버리는 만행을 저질렀다. 1610년 스페인 사람들은 상그라데그리스도 산 밑으로 거주지를 옮기고 수도로 정하였다. 이름을 산타페(지금의 샌타페이:Santa Fe)로 지었다. 미국에서 제일 오래된 수도(首都:Capital City)가 이때 된 것이다.
- 인디언의 반란

스페인 사람들은 뉴멕시코의 인디언의 문화를 말살하려는 정책을 썼다. 인디언은 그 반발로 1680년 8월 10일 일제히 봉기하여 성당을 불사르고 사제를 죽이는 반란을 일어켰고 이로 인해 400여명의 스페인 사람은 목숨을 잃었고 살아 남은 사람들은 모두 지금의 멕시코 국경 지역으로 도망쳤다. 그러나 몇년뒤 인디안의 지도자가 죽고나자 스페인 사람들은 다시 이땅을 손쉽게 무혈로 되찾고 만다. 1692년부터 뉴멕시코는 다시 스페인의 지배하에 들어갔다. 스페인 정복자 들은 과거의 실패를 되풀이하지 않으려고 식민 정책을 보다 더 온건한 정책으로 바꾸었고 기독교도 인디안에게 많이 전해지게 되었다.
- 멕시코의 독립

스페인의 지배하에서 200여 년이 지난 1821년, 스페인의 통치 아래 있던 뉴스페인은 스페인으로부터 독립하여 멕시코라는 이름으로 독립 국가를 선언하게 된다. 따라서 뉴멕시코는 신생 독립 국가인 멕시코에 속하게 되었다. 그러나 그것은 불과 25년밖에 안 된다. 1846년 멕시코와 미국 간의 영토 분쟁으로 전쟁이 일어났다. 2년뒤 전쟁이 끝나고 과달루페 이달고 조약(Treaty of Guadalupe Hidalgo)에 의거 이곳 뉴멕시코는 미국의 영토가 되었다.
- 미국 영토로서의 뉴멕시코

미국의 영토가 된 이후 이곳 인디언은 미국의 지배를 받게 된다. 나바호 인디언과 미국인 서부 개척자 사이에 마찰이 생기자 겔럽(Gallup)지역에 살고 있던 나바호 인디언을 300마일 떨어진 페코스강이 있는 포트섬너(Fort Sumner)로 강제 이주 시킨 일이 있었다. 이 계획을 반대한 나바호 인디안은 완강히 맞서 싸우다가 캐니언디셰이(Canyon de Chelly:애리조나주에 있음)에 도주하여 숨어 버리자 킽 칼슨(Kit Carlson)대령이 지휘하는군인들은 민가를 불태우고 가축을 잡아 죽이는 보복을 가해서 나바호 인디언의 항복을 받아 내고 강제 이주를 하는 장거리 행진, 롱 워크(Long Walk)를 하게 하였다. 300마일(480 km) 되는 먼길을 겨울철에 8-9000명의 인디안은 걸어서 이동 하는 가운데 200여명이 기아와 추위로 인해 죽었다. 새로 마련한 인디안 보호 구역에서 농사를 짓고 새로운 개척을 하려 했으나 토지와 기후 조건이 맞지 않아서 계속 기아와 질병으로 많은 인디안이 죽어갔다. 결국 4년 뒤1868년 미국 정부에서는 이 계획이 잘못 된것임을 인정하고 나바호 인디안을 본래 고향, 뉴멕시코 서북부로 돌아가게 허용했다. 뉴멕시코는 신개척지로 알려지면서 많은 사람들이 몰려오게 되었다. 카우보이를 위시해서 광부, 철도공사 노동자, 노름꾼과 각종 상인들이 늘어나면서 범죄도 늘어나 무법천지가 되는 듯했다. 미국의 어느 장군은 죠크로 말하길, ‘미국은 멕시코와 다시 전쟁을 해서 골치꺼리의 뉴멕시코를 도로 멕시코가 가져가게 해야된다’고 말했다 고한다. 빌리더키드(Billy the Kid)는 이 당시 무법의 서부 세계를 대표하는 인물로 전해오고 있다.
- 미국 합중국 연방가입

1912년 1월 드디어 뉴멕시코는 미국의 47번째의 주로 승격된다. 미국 영토가 된지 62년만이다. 한달 뒤에 애리조나가 48번째 주로 들어와서 미국 국기 성조기의 별이 1959년 알래스카주가 가입될때까지 47년동안 성조기의 별이 48개로 되어 있었다. 뉴멕시코의 자연 풍경에 매력을 느끼고 많은 화가, 사진작가, 저술가등이 산타페와 타오스에 몰려왔다. 뉴멕시코의 좋은 날씨가 페결핵 치료에 좋다는 것이 알려지면서 요양원 시설이 앨버커키시에 늘어났고 인구도 불어 났다. 넓은 평지가 많은 이곳은 공군 기지를 만드는데 좋은 조건이어서 2차대전 시기에 세 개의 공군 기지가 들어서게 되었다. 화이트샌드 미사일 시험장(White Sands Missile Range)도 생겼다. 험한 계곡이 있는 산속에 비밀유지 하기 좋은 지리 조건을 갖춘 로스 알라모스(Los Alamos)에는 원자탄 개발을 위한 연구소가 생겼고 1945년 7월16일 뉴멕시코 남부 사막에서 최초의 원자탄을 터뜨리는 실험을 하여 핵시대의 문을 연것도  뉴멕시코에서 일어난 일이다. 2차대전때에 참전 용사들 중에 나바호 인디안은 암호병으로 활약하여 많은 공을 세웠다. 미국군은 일본 사람들이 나바호 말을 알지 못하는점을  이용해서 나바호말을 암호에 대신해 써서 미국군의 기밀 유지를 할 수 있었다. 한국전쟁때도 뉴멕시코는 큰 기여를 했다. 뉴멕시코 주에서도 많은 젊은이가 한국전에 파병하여 싸웠는데 그중에 서 189명은 전쟁터에서 목숨을 잃었다. 갤럽(Gallup)에 사는 일본인 2세인 히로시미야무라(Hiroshi Miyamura)씨는 한국 전에서의 공로로 아이젠하워 대통령으로부터 명예훈장을 받았다. 뉴멕시코는 인디안, 스페인 그리고 앵글로 문화가 혼합된 타주가 갖지 않은 다양한 색깔의 역사를 지니고 있으면서 지금도 미국의 발전에 기여 하는데 큰 몫을 담당하는 주가 되고 있다.

## 기후
주 전체가 고원지대로 되어 있어 위도로는 남쪽에 속해도 더위가 심하지 않고 건조하여 살기 좋은 환경을 제공한다. 연중 300일 이상 구름이 끼지 않은 화창한 날씨가 된다. 따라서 연간 평균 강우량은 350 mm(13.9인치)로 극히 낮다. 절반 이상의 강우량은 여름 7, 8월에 내린다. 산이 많은 북부 지대는 비와 눈이 보다 많이 내려서 숲으로 덮힌 국유림이 많다. 7월 여름의 낮 평균 최고 기온은 저지대의 경우 36 °C(97 °F), 고지대의 경우 26 °C(70 °F) 내외가 된다.
| 뉴멕시코주의 기후             | 뉴멕시코주의 기후 | 뉴멕시코주의 기후 | 뉴멕시코주의 기후 | 뉴멕시코주의 기후 | 뉴멕시코주의 기후 | 뉴멕시코주의 기후 | 뉴멕시코주의 기후 | 뉴멕시코주의 기후 | 뉴멕시코주의 기후 | 뉴멕시코주의 기후 | 뉴멕시코주의 기후 | 뉴멕시코주의 기후 | 뉴멕시코주의 기후 |
| 월                            | 1월               | 2월               | 3월               | 4월               | 5월               | 6월               | 7월               | 8월               | 9월               | 10월              | 11월              | 12월              | 연간              |
| ----------------------------- | ----------------- | ----------------- | ----------------- | ----------------- | ----------------- | ----------------- | ----------------- | ----------------- | ----------------- | ----------------- | ----------------- | ----------------- | ----------------- |
| 일평균 최고 기온 °F (°C)      | 49.7 (9.8)        | 54.0 (12.2)       | 61.8 (16.6)       | 69.2 (20.7)       | 78.1 (25.6)       | 87.8 (31.0)       | 88.8 (31.6)       | 86.3 (30.2)       | 80.4 (26.9)       | 70.6 (21.4)       | 58.6 (14.8)       | 49.4 (9.7)        | 69.6 (20.9)       |
| 일평균 최저 기온 °F (°C)      | 21.7 (−5.7)       | 25.0 (−3.9)       | 30.4 (−0.9)       | 36.5 (2.5)        | 45.2 (7.3)        | 54.4 (12.4)       | 59.5 (15.3)       | 58.1 (14.5)       | 51.1 (10.6)       | 39.7 (4.3)        | 29.0 (−1.7)       | 22.0 (−5.6)       | 39.4 (4.1)        |
| 평균 강수량 인치 (mm)         | 0.67 (17)         | 0.59 (15)         | 0.69 (18)         | 0.62 (16)         | 0.91 (23)         | 1.02 (26)         | 2.44 (62)         | 2.33 (59)         | 1.76 (45)         | 1.17 (30)         | 0.68 (17)         | 0.81 (21)         | 13.69 (349)       |
| 출처 1: Extreme Weather Watch |                   |                   |                   |                   |                   |                   |                   |                   |                   |                   |                   |                   |                   |
| 출처 2: NOAA                  |                   |                   |                   |                   |                   |                   |                   |                   |                   |                   |                   |                   |                   |

## 교육
연구중심의 주립대학

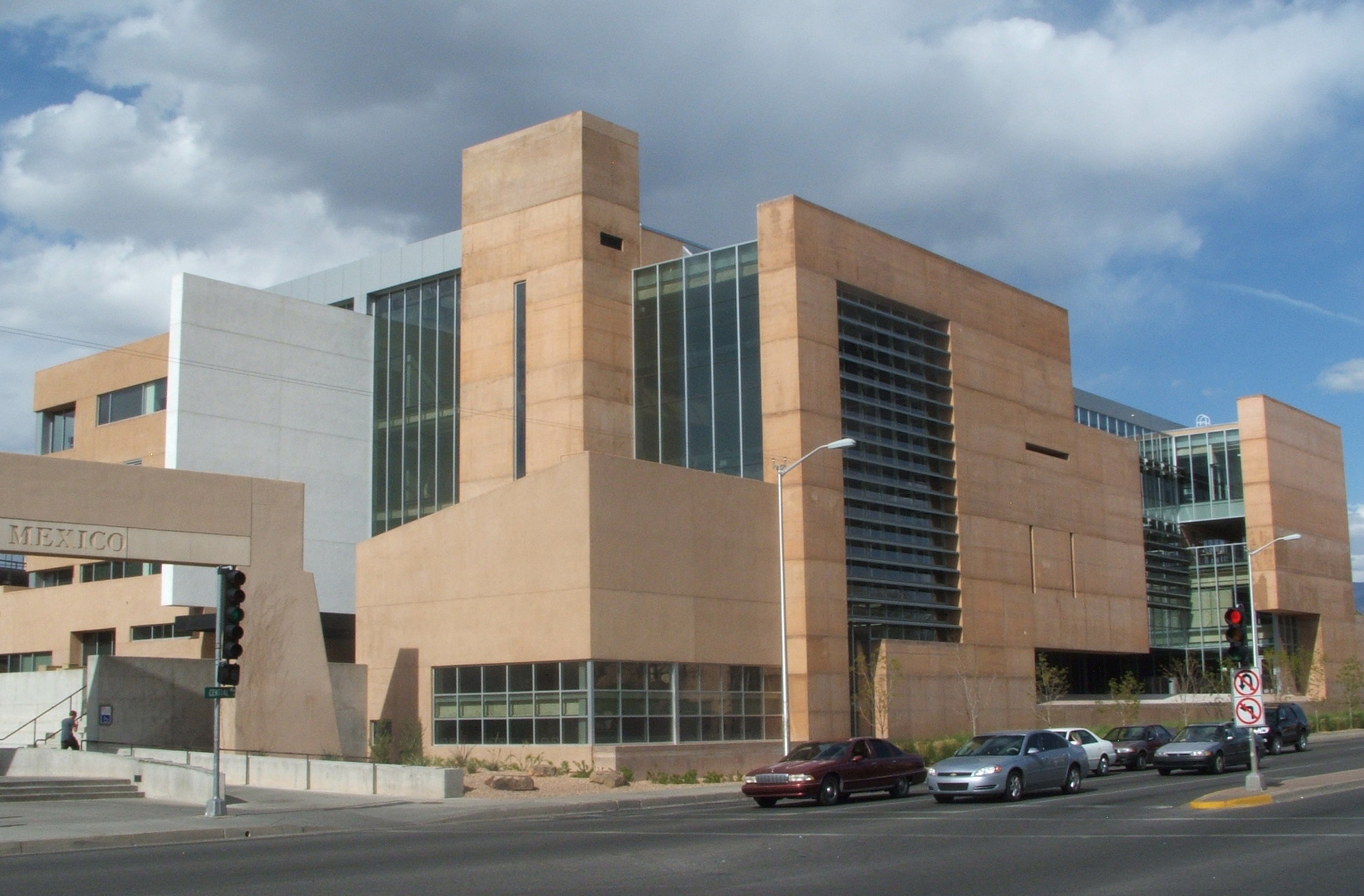
뉴멕시코 대학교 캠퍼스 내의 건물 (George Pearl Hall)

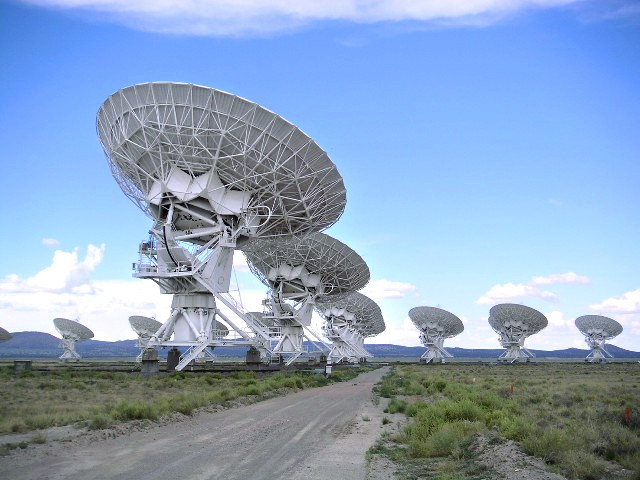
소코로 60마일 서쪽에 있는 VLA(Very Large Array) 안테나. 오퍼레이션 센터는 소코로의 광산 공과대학 캠퍼스에 있다.

- 뉴멕시코 대학(University of New Mexico) 
앨버커키에 있으며 1889년에 설립되었다. 학생수는 22,852명으로 뉴멕시코에서 가장 큰 대학이다. (2023년 통계)
- 뉴멕시코 주립대학(New Mexico State University)
 라스크루시스에 있으며 두 번째로 큰 대학이다. 1888년에 설립되었고 학생수는 21,829명이다. (2023년 통계)
- 뉴멕시코 광산공과대학(New Mexico Institute of Mining and Technology)
소코로(Socorro)에 있는 전문성을 잘 살려서 발전되고 있는 공과대학이다. 1889년 설립되었고 학생수는 1,12명이다.(2023년 통계)

지역 주립대학
- 이스턴 뉴멕시코 대학(Eastern New Mexico University)
 뉴멕시코의 동부에 있는 포탈레스에 았다.
- 뉴멕시코 하이랜드 대학(New Mexico Highlands University)
뉴멕시코의 북부 라스베거스에 있다.
- 웨스턴 뉴멕시코 대학교(Western New Mexico University) 
뉴멕시코의 남서부 실버시티에 았다.

특수대학
- 아메리카인디언미술대학(Institute of American Indian Arts)
 샌타페에 있는 인디언 미술 분야의 특수적인 학교로 1962년에 설립되었다. 학생수는 250명이며 등록금은$1,440($2,880)이 된다.
- 세인트 존스 칼리지(St. John's College) 
샌타페와 메릴랜드 주 아나폴리스에 캠퍼스를 두고 있는 사립 인문 대학이다.
- 산타페 커뮤니티 칼리지(Santa Fe Community College)
뉴멕시코 주 산타페에 위치한 공립 초급대학이다.

장학금

2019년 9월 뉴멕시코 주는 가족 소득에 관계없이 모든 주 거주자에게 공립 대학 등록금을 무료로 제공하겠다는 계획을 발표했다.  2022년 3월, 뉴멕시코주는 입법부가 29개 공립 대학, 대학교, 커뮤니티 칼리지와 원주민 부족 대학 모두의 등록금과 비용을 충당하기 위해 주 예산의 거의 1%를 할당하는 초당적 법안을 통과시킨 후 모든 주민에게 무료 대학 등록금을 제공하는 최초의 주가 되었다. 2022년 7월 1일부터 시행되는 이 프로그램은 소득, 직업 상태, 법적 지위에 상관없이 모든 주민이 이용할 수 있고, 기타 장학금 및 재정 지원 출처사항을 고려하지 않고 제공된다는 점에서 국내에서 가장 야심 차고 관대한 프로그램 중 하나로 설명된다.

## 문화/예술

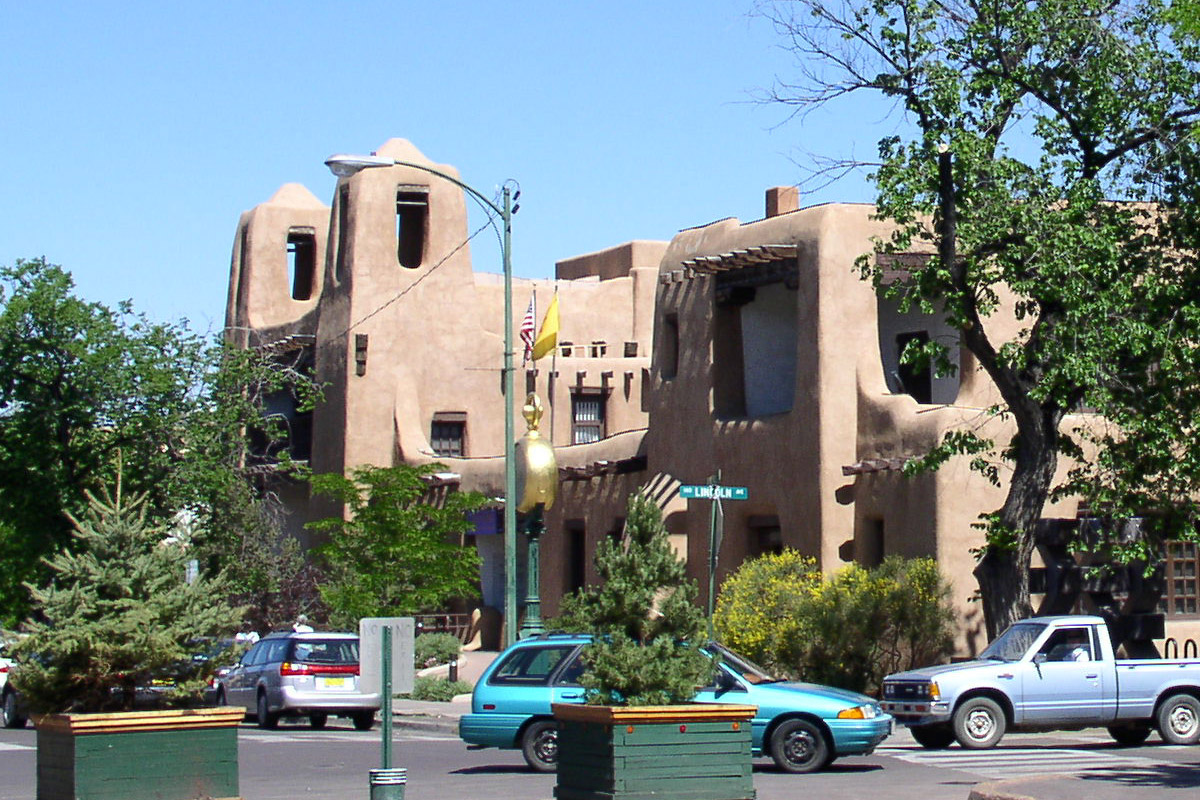
산타페 미술 박물관: 푸에블로 리바이벌 스타일의 건축양식이 이지역 건물의 특징이다.

뉴멕시코는 인디언과 히스패닉과 앵글로의 세가지 문화를 모두 가지고 있어서 이런 다양성을 자랑으로 여기고 있다. 뉴멕시코의 독특한 자연의 아름다움 때문에 1900년 초기부터 많은 예술가들이 이지역으로 이주해 온 것이 이곳 문화를 더 풍성하게 했다.
- 미술분야: 샌타페이에서 팔리고 있는 미술품의 거래액수로 보면 뉴욕, 로스앤젤레스에 이어 세 번째가 샌타페이가 되어 미국의 3대 미술 시장 안에 들어간다. 300개가 넘는 갤러리가 있다. 타오스도 미술가가 많은 곳으로 갤러리는 80여개가 있다. 앨버커키에도 100여개의 갤러리가 있고 뉴멕시코 남쪽 실버시티(Silver Cty)에도 30개의 갤러리가 있다. 뉴멕시코에서 활약해온 화가로 뉴욕에서 이주해온 조지아 오키프 그리고 인디언 화가인 알시 고먼[12] (R.C.Gorman)이 유명하다. 사진작가 앤설 애덤스는 자주 이곳을 방문하며 작품활동을 했다. 현재 활동중인 한국인으로 뉴욕에서 산타페로 이주하여 작품활동 및 Gary Kim Fine Art 갤러리를 운영하는 게리 김(Gary Kim)[13]이 계시다.
- 문학분야: 1959년 MGM 제작 영화 벤허는 1880년 출간된 문학작품 《벤허:그리스도의 이야기》(Ben-Hur: A Tale of the Christ)를 영화로 만든것이였다. 이 소설은 쓴 루 월리스[14](Lew Wallace)는 뉴멕시코 주지사(뉴멕시코는 연방에 가입전이다)까지 역임 한사람이다. 미술가와 마찬가지로 작가들도 많이 뉴멕시코로 이주해와서 샌타페이만도 현재 150명의 작가가 활동하고 있다. 한국인 황갑주[15] 시인은 뉴멕시코에 1970년대에 잠시 거주했고 이곳 사막을 노래하는 많은 시를 발표했다.[16][17]산타페와 알버커키에서 교육받았고 교수로도 재직했던 시인 조이 하조(Joy Harjo)는 미국의 제23대 계관시인(桂冠詩人)으로 2019년부터 2022년까지세 차례 재직했으며 아메리카 토착민 작가 협회 평생 공로상(Lifetime Achievement Award from the Native Writers Circle of the Americas)을 위시하여 수많은 상을 받았다.

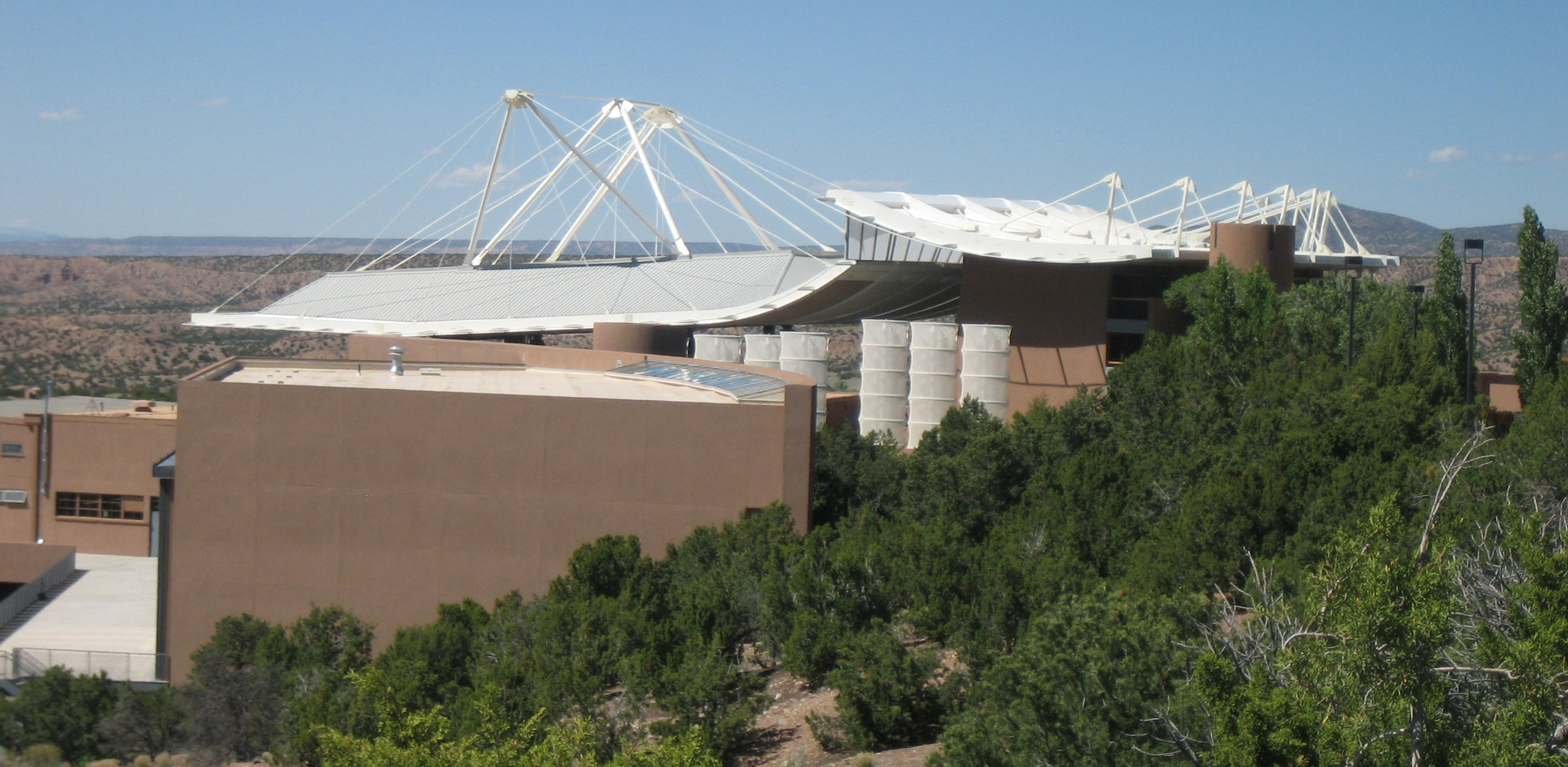
산타페 오페라 건물 사진

- 음악분야: 산타페 오페라[18](Santa Fe Opera)는 야외 음악당 같은 분위기를 주는 건축 설계가 특이하다. 여름철 7-8월에만 공연한다. 5개의 오페라를 하루에 하나씩 돌아가며 병행해서 공연한다. 입장권은 언제나 매진되는 게 보통이다. 합창을 부를 40명 가량의 멤버는 매년 성악전공 학생중에서 뽑게 되는데 매년 여기에 지원하는 학생은 약 1400명 정도라 한다. 앨버커키에서 열리는 큰 연주회는 뉴멕시코 음악대학의 포프조이홀(Popejoy Hall)에서 대부분 공연된다. 앨버커키의 초,중,고등 학생들로 구성된 10개의 관현악단[19] 은 이 지역의 음악 교육 면에서 높은 평가를 받고 있다. 뉴멕시코 심포니(New Mexico Symphony Orchestra)는 79년 동안 뉴멕시코를 대표하는 교향악단이였다. 2011년 4월 재정난으로 연방파산법 제7장(Chapter 7 Bankruptcy)을 발표하고 활동을 중단하게 되었다. 그러나 새로운 교향악단으로 뉴멕시코 필하모닉(The New Mexico Philharmonic)이 2011년 조직되었다. 뉴멕시코 필하모닉(NMPhil)은 주 최대의 전문 클래식 심포니 오케스트라이며 산타페 오페라에 이어 두 번째로 큰 공연 예술 단체이다. 뉴멕시코의 대표적인 클래식 음악 조직으로 매 시즌 40,000명 이상의 청중을 대상으로 공연하고 20,000명 이상의 학생에게 서비스를 제공하고 있다.
- 인디언의 예술품: 매년 8월 3번째 목요일에 샌타페이에서 2일간 열리는 샌타페이 인디언 시장[20](Santa Fe Indian Market)은 1,000여명의 인디언 미술가 공예가들이 출품하는 원주민 인디언의 최대의 예술품전시장(Art Show)이 된다. 10만 명에 가까운 방문객이 모인다.

### 주민과 언어
뉴멕시코주 주민의 약 82%가 집에서 영어를 말했고, 28,8%가 스페인어로 말했고, 4,07%가 나바호어로 말했다.

## 관광/공원

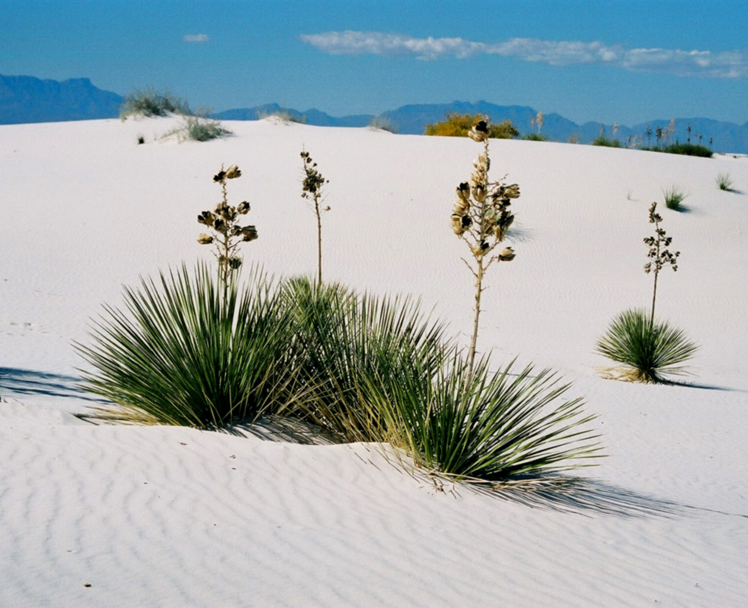
화이트 샌즈 국립공원: 모래언덕과 유카(Yucca). 유카꽃은 뉴멕시코 주를 상징하는 꽃이다.

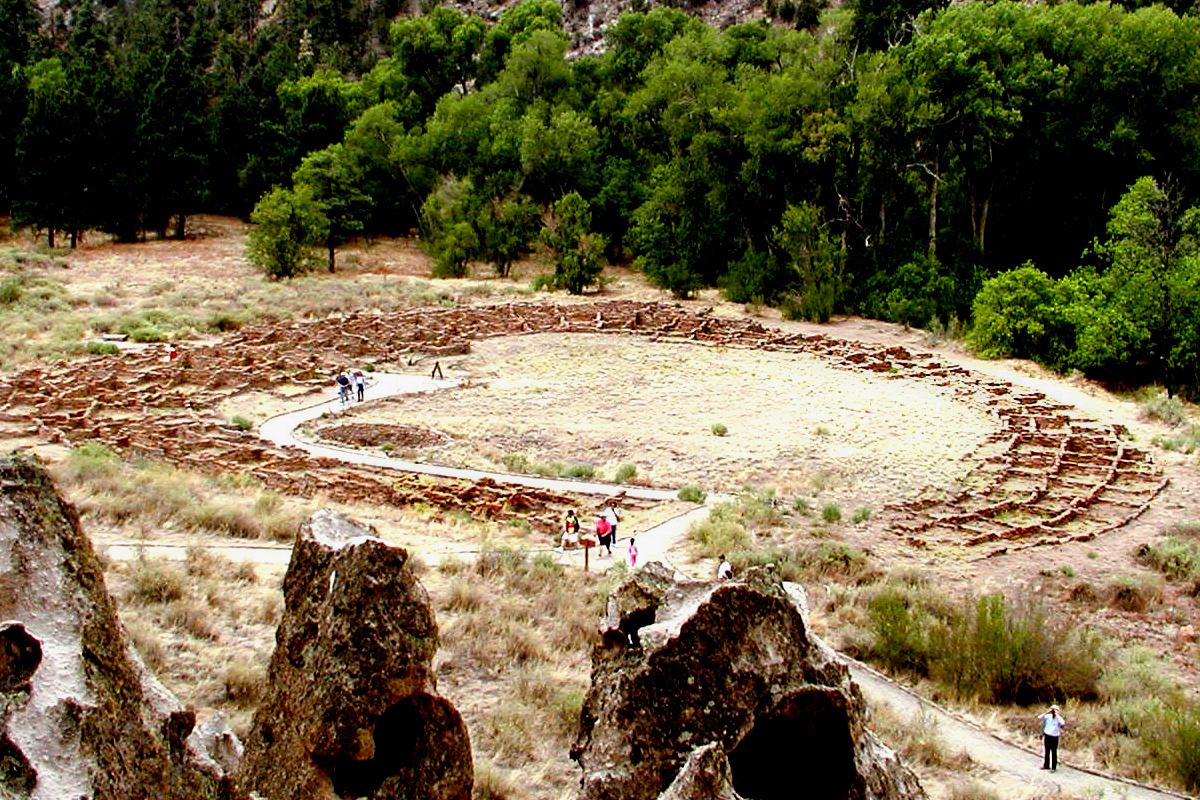
반델리어 내셔널 모뉴먼트:큐웨니 유적지

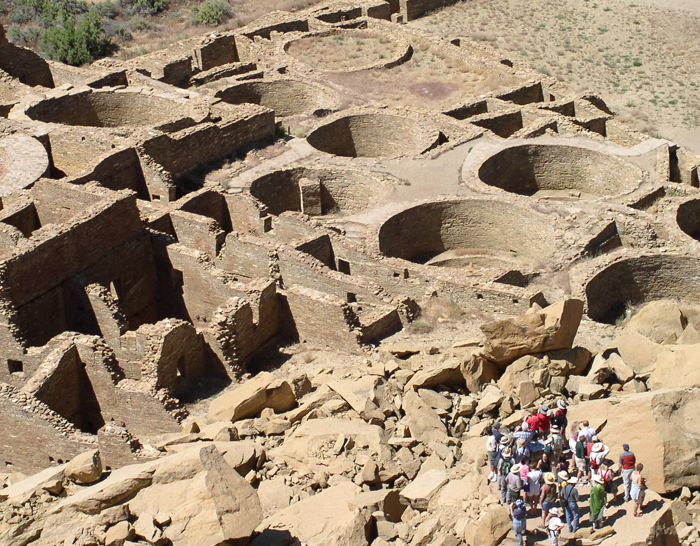
챠코 문화역사공원:푸에블로 보니타

텐트롹 내셔널 모뉴먼트

매혹의 땅이란 별명이 의미하는 그대로 관광 할만한 경치 좋은 국립공원과 내셔널 모뉴먼트가 많다. 내셔널 모뉴먼트(National Monument)는 미국의 유적 보호법에 의거 대통령이 지정한 국립공원과 비슷한 성격을 가진 공원이다. 뉴멕시코 주에는 내셔널 모뉴먼트가 11곳이 되어 미국에서 애리조나주 다음으로 모뉴먼트가 많은 주가 된다. 넓은 지역의 산과 숲이 국유림으로 관리되고 있어서 하이킹, 캠핑, 스키등 야외 리크리에이션을 즐길수 있는 곳이 많다. 중요한 공원과 모뉴먼트를 열거하면 아래와 같다.
1. 칼스베드 동굴 국립공원(Carlsbad Cavern National Park)
뉴멕시코주 남동쪽 칼스베드(Carlsbad) 도시 근방에 있다. 세계적으로 유명한 거대한 지하동굴이 있는 국립공원이다. 공원의 지하에 있는 석회암이 수천만년 동안 지하수에 녹아 동굴이 형성되었는데 이 지역에는 약 300개의 동굴이 확인되었는데 그중 116개의 동굴이 공원 안에 있다. 그중에서 몇개의 동굴만이 일반에게 공개되고 있는 것이다. 1930년 국립공원으로 지정되었고 1995년 UNESCO 세계자연유산(World Heritage Site)지역으로 지정되었다. 매년 이곳을 찾아오는 여행자수는 40만명 내외가 된다.
2. 화이트 샌즈 국립공원(White Sands National Park) 
흰 석고 모래의 높은 파도가 몰려오는듯한 경치를 볼 수 있는 화이트샌즈(White Sands)국립공원은 뉴멕시코주 남쪽 알라모고르도(Alamogordo)시 근처에 있다. 일년동안에 이곳을 찾아오는 관광객의 수는 47만명 내외로 뉴멕시코 주에 있는 공원중에서 최고로 인기있는 곳이다.
3. 반델리어 내셔널 모뉴먼트(Bandelier National Monument)
서기 1150년부터 1,500년까지 인디언이 거주했던 건물의 집터가 남아 있는 곳이다. 큐웨니 유적(Tyuonyi Ruin: “Tyuonyi”의 발음은”QU-weh-nee”로 해야 된다)으로 불리는 이 집단 거주건물은 원형의 구조로 지은 옛날 푸에블로 인디언의 아파트 건물로 보아도 될것이다. 로스 알라모스 근처 헤이메즈 산속에 있다. 매년 23만명 내외에 달하는 관광객이 찾아 온다.
4. 차코 문화 국립역사공원(Chaco Culture National Historic Park)
 서기900년부터 1150년까지 아나사지 인디언의 찬란한 문화가 꽃피웠던 유적지다. 4-5층구조의 대형건물을 사암돌을 쌓아서 지었던 유적이 많이 있다. 푸에블로 보니토(Pueblo Bonito)는 651개의 방과 40개의 키바(Kiva)를 가진 가장 큰 건물 유적지가 된다.
5. 카샤카투웨 텐트록 내셔널모뉴먼트 (Kasha-Katuwe Tent Rocks National Monument)
헤이메즈산(Jemez Mt.)밑에 있는 화산재가 굳어져서 된 응회암의 후두(Hoodoo)가 경관을 이룬곳이다. 인디안의 티피(Tepee)천막(텐트) 같은 모양을 가졌다고 해서 텐트록(Tent rock)이란 이름이 붙었다.

## 경제

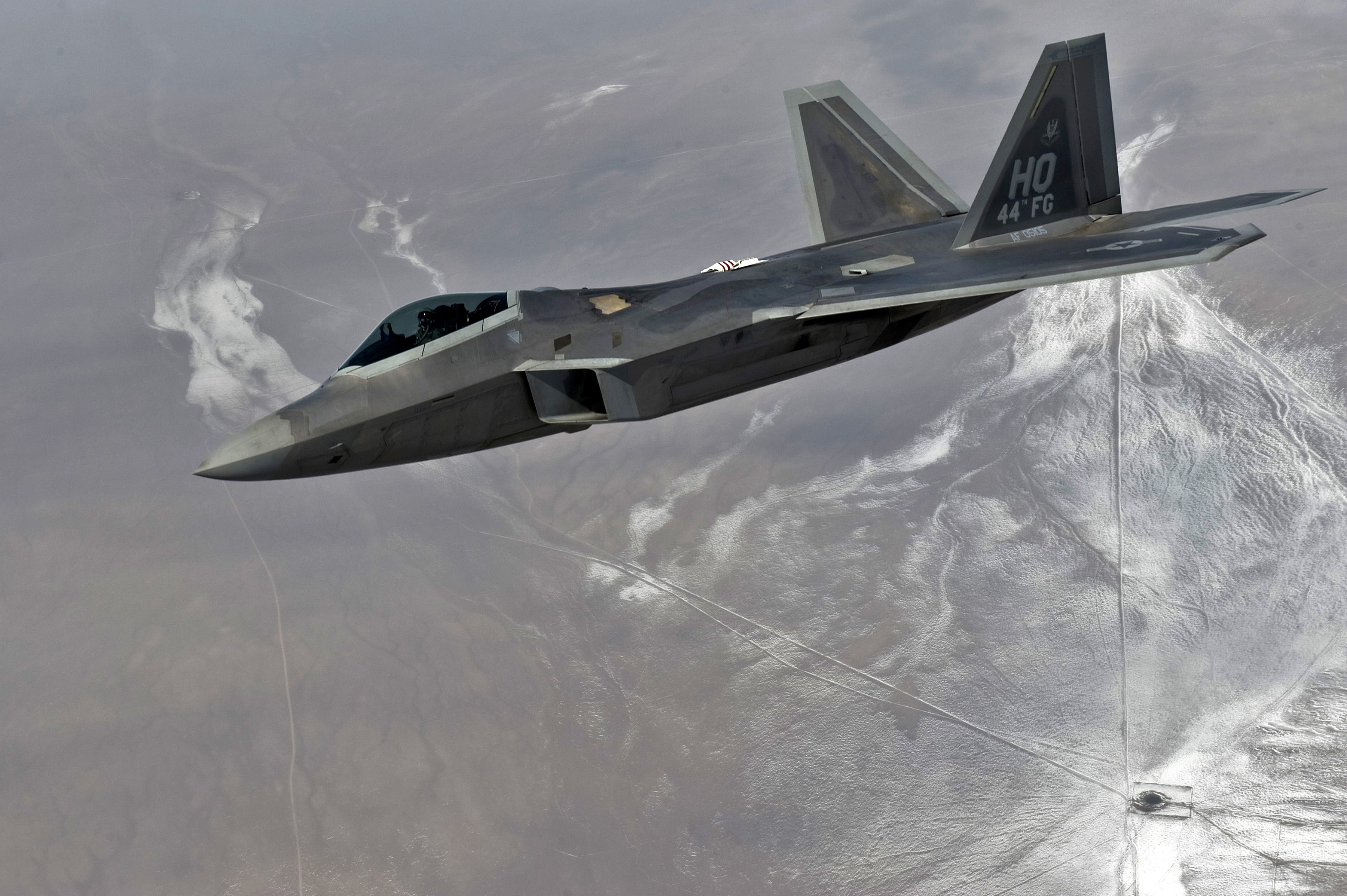
홀로만 공군 기지에 있는 F-22 랩터(Raptor] 전투기.

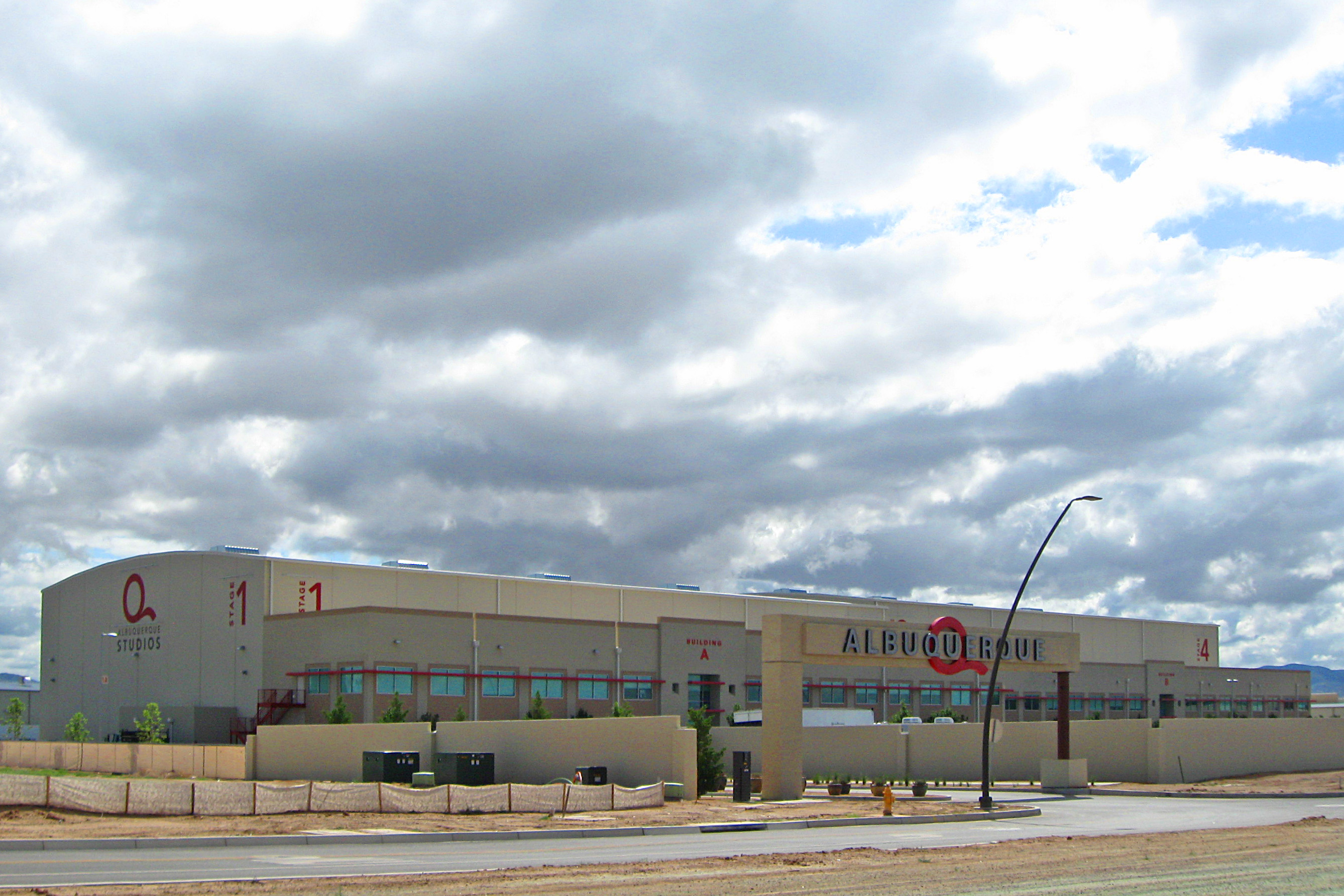
영화 제작을 위해 신축된 알버커키 스튜디오.

뉴멕시코 주는 석유, 천연가스, 석탄의 생산과 관광 수입 및 연방 정부에 의한 사업 자금 지출이 뉴멕시코 주의 경제에 원동력이 되고 있다. 주 정부는 새로운 기업체가 많이 들어와서 지역 경제를 더 활성화 시키려고 새로 시작하는 기업체에게 세금의 혜택을 주는등 여러 가지로 노력을 하고 있다.
- 경제지표

뉴멕시코의 주내총생산(GDP)은 2020년950억 달러가 넘었는데, 이는 2010년 약 800억 달러와 비교된다.  2019년 주 GDP는 약 990억 달러로 정점을 찍었지만 코로나19 팬데믹으로 인해 감소했다. 2021년 1인당 개인 소득은 2007년의 31,474달러에 비해 45,800달러를 약간 넘었다. 이는 웨스트버지니아주와 미시시피주에 이어 미국에서 세 번째로 낮다. 빈곤선 이하 인구의 비율은 2005년 18.4%에서 2021년 18.2%로 21세기 들어 크게 정체됐다.
전통적으로 자원 추출, 목축업, 철도 운송에 의존했던 뉴멕시코 경제는 점차 서비스, 고급 제조 및 관광 쪽으로 전환하고 있다. 주정부 발표에 의하면는 연간 방문객 수가 2017년부터 꾸준히 증가하여 2021년에는 기록적인 3,920만 명의 관광객을 기록했으며 총 경제 수입은 100억 달러에 달했다.
- 석유와 천연가스

뉴멕시코 서북부의 산환분지(San Juan Basin)와 동남부에 있는 분지에 풍부한 매장량의 유전이 있다. 천연가스의 매장량으로 볼 때 미국에서 1위이다. 2006년도 통계에 의하면 미국의 석유 생산의 3.4%, 천연가스 생산의 8.5%, 액체가스 생산의 10.2%가 뉴멕시코에서 되었다.
- 연방정부

연방정부의 예산으로 운영되는 세 개의 공군 기지, 즉 커트랜드(Kirtland), 홀로만(Holloman), 케논(Cannon) 공군 기지와 화이트샌즈 미사일 시험장(White Sands Missile Range), 로스 알라모스 국립 연구소, 샌디아 국립 연구소를 통해서 경제적 혜택을 받고 있다.
- 영화

주 정부에서는 새로운 기업체 유치를 위해 여러 가지로 지원해 왔다. 2003년 이후 영화 제작사가 많이 들어온 것은 이러한 주정부의 노력의 결과다. 2007년도 보고에 의하면 85개의 영화가 뉴멕시코에서 제작되었으며 이로 인해 12억불의 경제적 효과를 가져왔다고 한다.
뉴멕시코 필름 오피스(New Mexico Film Office)에 따르면, 2022년 영화 및 TV 지출은 전년도 6억 2,400만 달러에 비해 8억 5,500만 달러 이상으로 최고 기록 수준에 도달했다.  2018년 넷플릭스(Netflix)는 미국 최초의 제작 허브로 뉴멕시코를 선택했으며, 향후 10년 동안 10억 달러 이상을 지출하여 앨버커키스튜디오에 북미 최대 영화 스튜디오 중 하나를 만들겠다고 약속했다. NBC유니버설(NBCUniversal)은 2021년 도시에 자체 TV 영화 스튜디오를 개설하여 직접 제작에 5억 달러를 지출하고 향후 10년 동안 330개의 정규직 현지 일자리를 고용하기로 약속했다. 앨버커키는 무비메이커(Movie Maker) 잡지 기사에서 영화 제작자로 살고 일하기 좋은 북미 최고의 "대도시" 중 하나로 꾸준히 인정받고 있으며, 4년 연속(2019~2022) 1위를 차지한 유일한 도시였다. 2024년에는 토론토에 이어 2위를 차지했다.
- 과학기술

뉴멕시코는 제2차 세계대전 중 연방 정부의 막대한 투자에 힘입어 적어도 20세기 중반부터 과학과 기술의 중심지가 되었다.  로스앨러모스는 로버트 오펜하이머(J. Robert Oppenheimer)가 이끄는 맨해튼 계획을 위한 세계 최초의 원자폭탄 설계 및 개발을 담당하는 연구소가 세워진 현장이었다. 우주 시대를 선도했고  '로켓의 아버지'로  알려진 로버트 고다드(Robert H. Goddard)는 로즈웰에서 많은  로켓 테스트를 수행했다. 라스크루시스의 뉴멕시코주립대학 천문학자  클라이드 톰보(Clyde Tombaugh)는 명왕성을 발견했다. 1969년 앨버커키에서 설립된 개인용 컴퓨터 회사인 MITS는 최초로 상업적으로 성공한 마이크로컴퓨터인 알테어 8800을 개발하여 "마이크로컴퓨터 혁명"을 일으켰다. 직원 중 두 명인 폴알랜(Paul Allen)과 빌 게이츠(Bill Gates)는  1975년에 앨버커키에서 마이크로소프트를 설립했다. 1980년부터 리오란초에서 사업을 운영해 온 반도체 칩 제조회사인 인텔(Intel)은 주 내 사업 확장에 35억 달러를 투자하겠다는 약속의 일환으로 2024년 1월 이 도시에 패브(Fab) 9 공장을 열었다. 이는 회사 최초의 대량 반도체 사업장이자 세계에서 가장 진보된 3D 패키징 기술로 대규모 생산을 하는 유일한 미국 공장이다.

## 정치
뉴멕시코 주는 경합주에 가깝다. 2012년 선거에서는 버락 오바마가 뉴멕시코 주를 확보하였다.

## 뉴멕시코주 유명인사

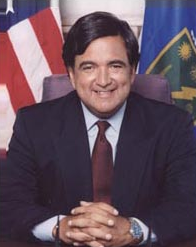
빌 리처드슨 전 주지사

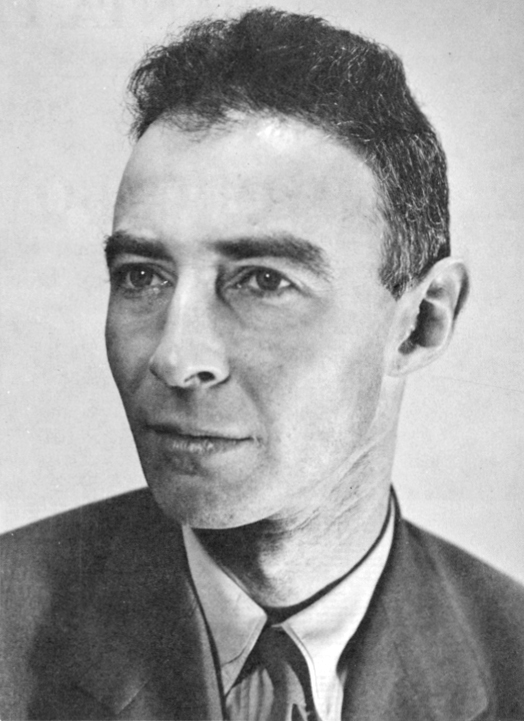
물리학자 오펜하이머

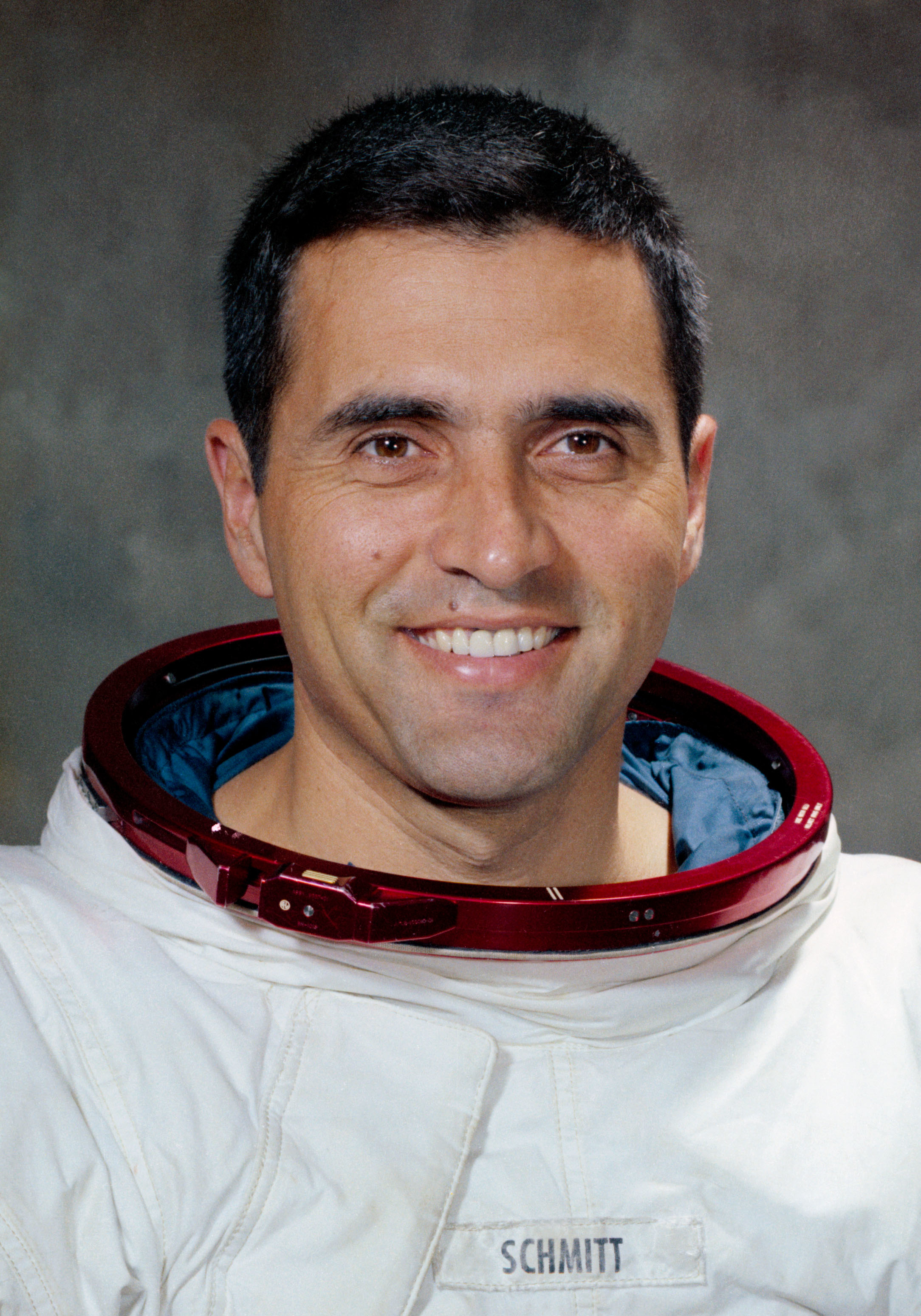
달 착륙한 해리슨 슈미트

뉴멕시코주 출신이거나 이곳에 거주했던 유명한 인물 중에서 한국인에게도 잘 알려진 사람은 아래와 같다.
(이 부분은 계속 보완되기 위해 여러분의 기여가 필요합니다.)
- 빌 리처드슨(Bill Richardson, 1947~2023)뉴멕시코의 주지사였으며 UN대사, 에너지 장관을 역임했다. 조선민주주의인민공화국을 여러 차례 방문하여 미국과 조선민주주의인민공화국 사이의 대화창구 역할을 하였고, 협상을 통해 조선민주주의인민공화국에 억류된 미국인들을 구출하는 데 기여하였다.[23]
- 콘래드 힐튼(Conrad Hilton, 1887~1979) 1919년 힐튼 호텔을 설립했다. 오늘날 전 세계에 540개가 되는 호텔로 발전했다.
- 로버트 오펜하이머(J. Robert Oppenheimer,1904~1967)로스 알라모스 연구소 초대소장. 이론물리학자. 원자탄 제조를 위한 맨해탄 계획을 수행했다.
- 존 덴버(John Denver, 1943~1997)라스웰 출생. 가수이면서 작곡가였다. 300곡이상의 음반을 내었다. 그중 200곡은 본인의 작곡이였다. 이름난 곡으로 〈Take Me Home〉 〈Country Song〉〈Annie's Song〉등이 있다.
- 벤 아브루죠(Ben Abruzzo, 1930~1985)가스 기구(Balloon)인 더블 이글(Double Eagle)을 타고 1978년 첫 대서양 횡단 기록을 세웠다. 뒤에 태평양도 횡단했다.
- 해리슨 슈미트(Harrison Schmitt, 1935~) 미국 상원의원, NASA 아폴로 계획 우주인으로 달 착륙을 하고 왔다.
- 조지아 오키프(Georgia O'Keeffe, 1887~1986) 화가
- R.C.골만 (R.C. Gorman, 1931~2005) 인디언 화가
- 빌 게이츠(Bill Gates, 1955~ ) 미국의 마이크로소프트 설립자.
- 제프 베조스(Jeff Bezos, 1964~) 아마존닷컴(Amazon.com)의 설립자이며 최고 경영자(CEO).
- 낸시 로페즈(Nancy Lopez, 1957~) 골퍼. 1972년 12살때 미국 쥬니어 챰피언쉽에서 우승으로 시작해 프로골퍼가 되었다.
- 알 언서 (Al Unser, 1939~2021)경주용 자동차 스피드 기록보유자
- 알 언서 주니어 (Al Unser Junior, 1962~)경주용 자동차 스피드 기록보유자
- 바비 언서 (Bobby Unser, 1934~2021)경주용 자동차 스피드 기록보유자
- 줄리아 로버츠(Julia Roberts, 1967~ ) 배우 (타오스 거주)
- 도널드 럼스펠드(Donald Rumsfeld, 1932~2021)전 국방장관 (파트타임 타오스 거주)
- 루 월리스(Lew Wallace, 1878~1881) 뉴멕시코가 미국 영토일 때 지사였고 《벤허,그리스도의 얘기》소설을 쓴 작가.
- 마틴 하인릭(Martin Heinrich, 1971~ )뉴멕시코 주의 상원의원

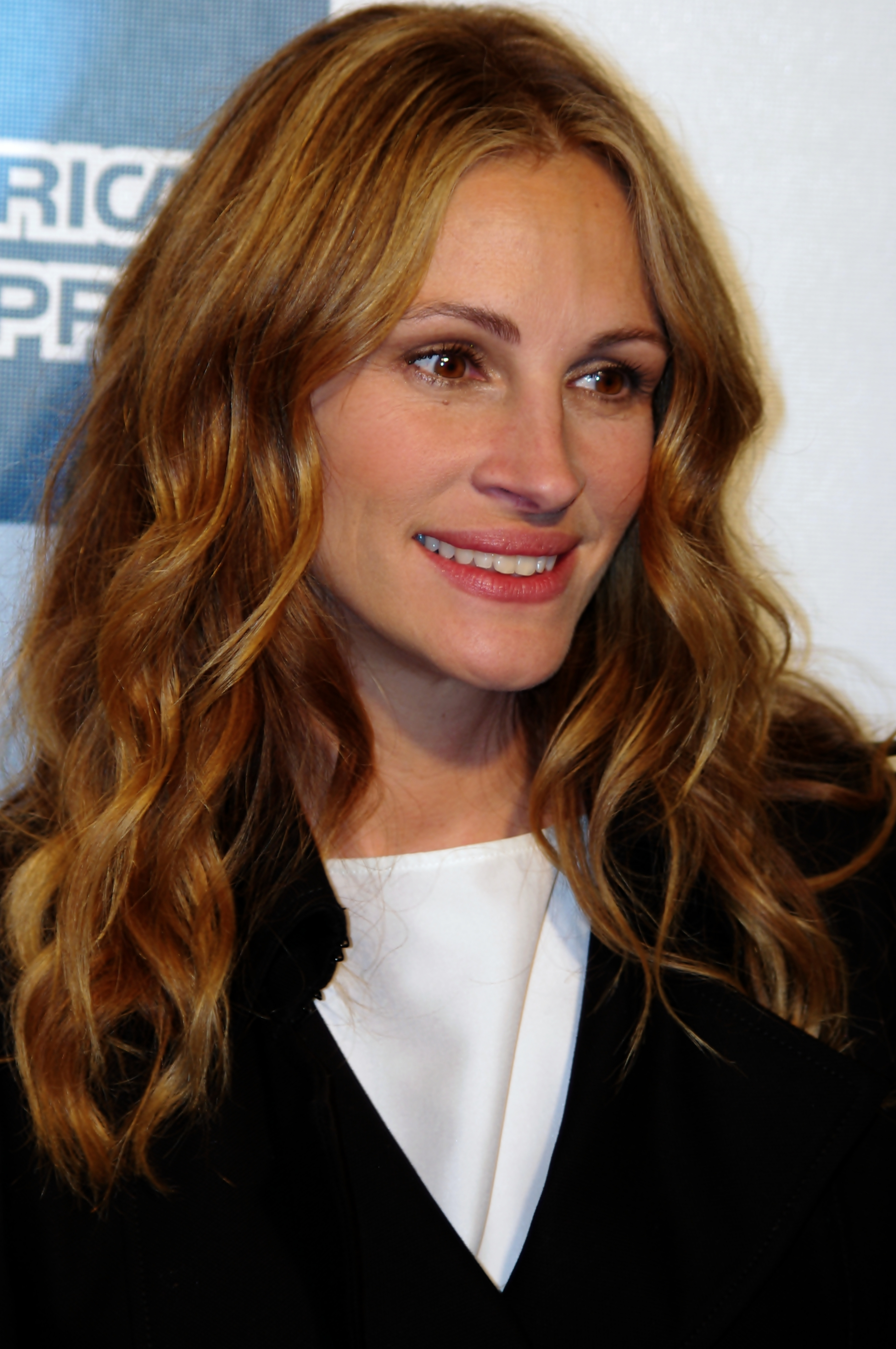
배우: 쥴리아 로버트
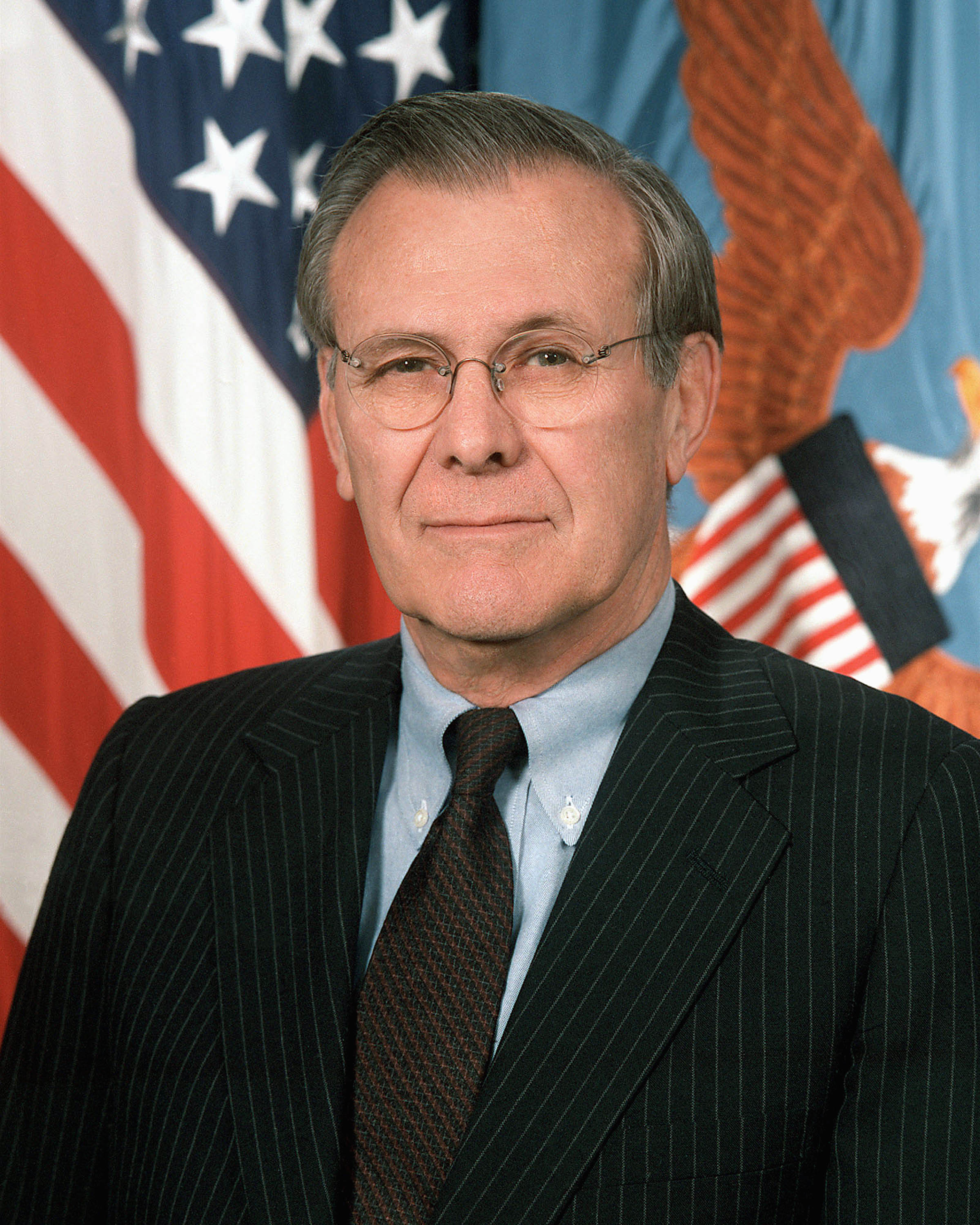
전 국방장관 럼스 펠드
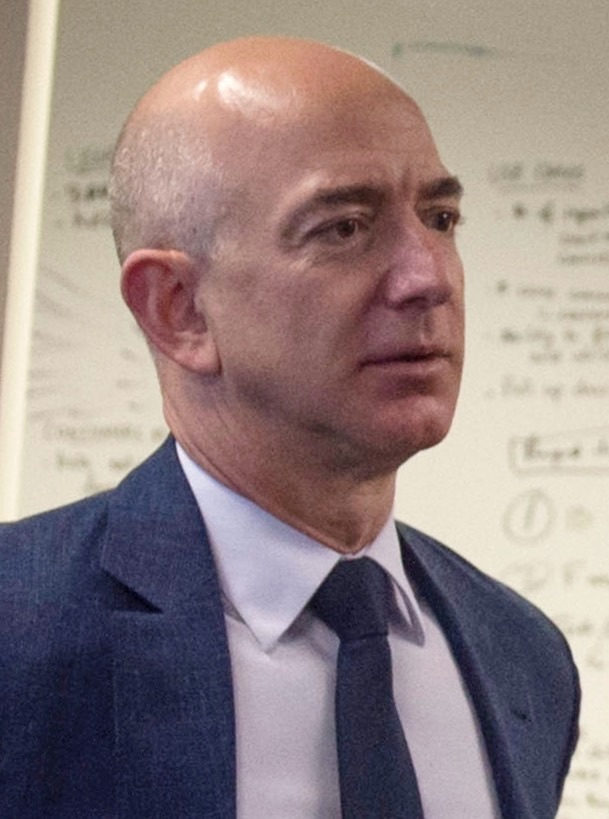
베조스, 아마존의 CEO
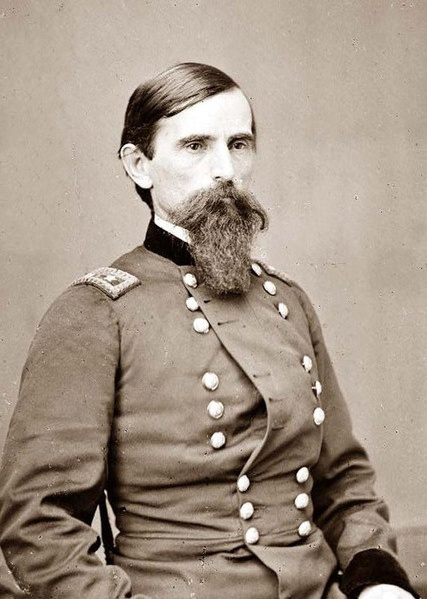
루 월리스 (전 주지사, 군인, 작가)
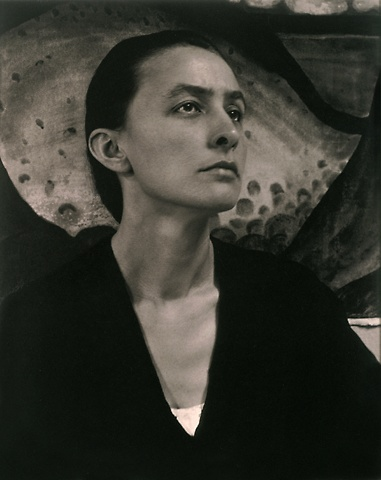
여류화가: 조지아 오오키프
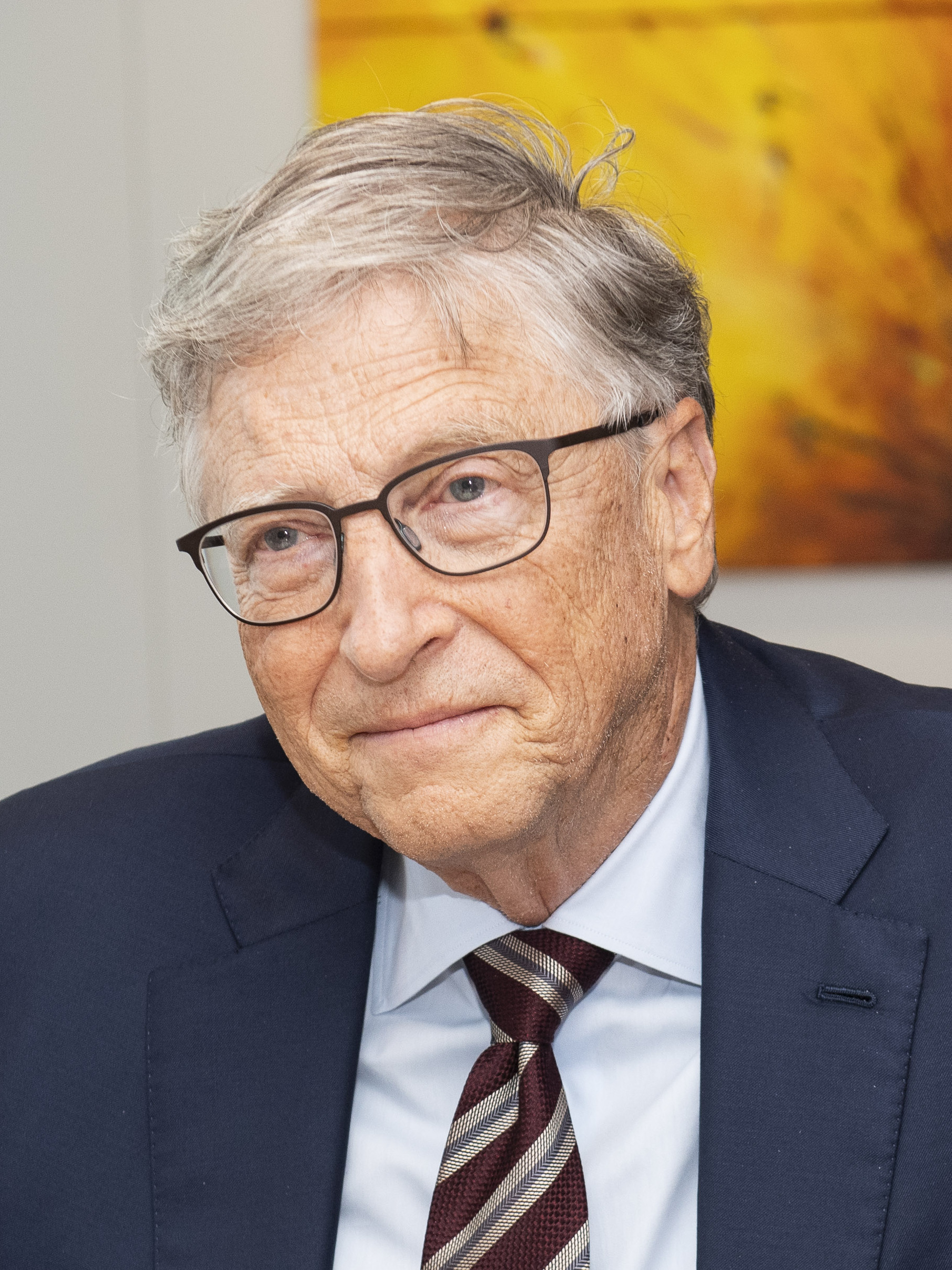
빌 게이츠, 마이크로소프트 설립자.

## 한인 교포 사회
2011년 6월에 발표된 인구 조사 자료에 의하면 뉴멕시코에 거주하는 한인 인구는 2천423명으로 나타나있다. 인근 지역인 콜로라도주의 한인 인구 2만433명, 또는 애리조나주의 한인 인구 1만5천22명에 비교하면 뉴멕시코 주의 한인 인구는 극히 낮은 편이다. 1987년4월4일 뉴멕시코 한인회(Korean American Association of New Mexico)가 앨버커키에서 설립된 뒤로 한인회는 지역사회를 위해 봉사를 꾸준히 해오고 있다. 2011년 한인회25주년 기념으로 뉴멕시코의 역사,지리,문화와 한인사회를 소개하는 뉴멕시코주 한인총람(148면)을 출판하여 배포하였고 한인회장 김두남(Kim Tu-Nam Young)씨는 백악관에서 지역사회를 위한 봉사활동 기관이나 개인에게 수여하는 봉사자상(President's Volunteer Service Award)을 오바마 대통령으로부터 2012년4월에 받았다. 앨버커기에 있는 한인교포가 운영하는 식당이 6곳이 되며 한국 식품점이 3곳, 개신교 한인 교회가 3곳에 있으며 한인 가톨릭 공동체도 있다.(2024년 3월 현재) 로스 알라모스(Los Alamos), 산타페(Santa Fe), 라스크루시스(Las Cruces), 클로비스(Clovis)에 각각 하나씩 한인 교회가 있다. 산타페에도 한인 교포가 운영하는 식당이 두 곳에 있다.
뉴멕시코 한인사회를 소개하는 주간 한글 신문으로 애리조나타임즈 뉴멕시코판이 있었다. 이 신문은 2015년 4월부터 2019년 1월까지 발간 했었다. 두달에 한번씩 격월지로 뉴멕시코 한인들을 위해 알버커키(한인)연합감리교회에서 발행하는 잡지로 '광야의 소리'가 한인회 소식과 지역사회를 소개하는 역할을 2009년부터 지금(2024년)까지 해오고 있다. 인쇄된 잡지는 뉴멕시코 한인회와 앨버커키 한국 식품점을 통해 배포하고 있다. 인터넷을 통한 온라인으로도 잡지를 구독할 수 있다.

## 인구
| 인구조사                      | 인구      | Note | %±    |
| ----------------------------- | --------- | ---- | ----- |
| 1850년                        | 61,547    |      | —     |
| 1860년                        | 93,516    |      | 51.9% |
| 1870년                        | 91,874    |      | −1.8% |
| 1880년                        | 119,565   |      | 30.1% |
| 1890년                        | 160,282   |      | 34.1% |
| 1900년                        | 195,310   |      | 21.9% |
| 1910년                        | 327,301   |      | 67.6% |
| 1920년                        | 360,350   |      | 10.1% |
| 1930년                        | 423,317   |      | 17.5% |
| 1940년                        | 531,818   |      | 25.6% |
| 1950년                        | 681,187   |      | 28.1% |
| 1960년                        | 951,023   |      | 39.6% |
| 1970년                        | 1,017,055 |      | 6.9%  |
| 1980년                        | 1,303,302 |      | 28.1% |
| 1990년                        | 1,515,069 |      | 16.2% |
| 2000년                        | 1,819,046 |      | 20.1% |
| 2010년                        | 2,059,179 |      | 13.2% |
| 2019 (추산)                   | 2,096,829 |      | 1.8%  |
| 출처: 1910–2010 2018 estimate |           |      |       |

## 같이 보기
- 뉴멕시코 주의 주지사 목록
- 뉴멕시코 주의 군
- 캐논 공군기지(Cannon Air Force Base)
- 홀로만 공군기지(Holloman Air Force Base)
- 커틀랜드 공군기지(Kirtland Air Force Base)